# Morne-à-l'Eau
Morne-à-l'Eau är en kommun i det franska utomeuropeiska departementet Guadeloupe i Västindien. Kommunen ligger i kantonen Morne-à-l'Eau som ligger i arrondissementet Pointe-à-Pitre. År 2022 hade Morne-à-l'Eau 15 839 invånare.

## Befolkningsutveckling
| Befolkningsutvecklingen i Morne-à-l'Eau 1990–2021 | Befolkningsutvecklingen i Morne-à-l'Eau 1990–2021 | Befolkningsutvecklingen i Morne-à-l'Eau 1990–2021 | Befolkningsutvecklingen i Morne-à-l'Eau 1990–2021 | Befolkningsutvecklingen i Morne-à-l'Eau 1990–2021 |
| ------------------------------------------------- | ------------------------------------------------- | ------------------------------------------------- | ------------------------------------------------- | ------------------------------------------------- |
|                                                   |                                                   |                                                   |                                                   |                                                   |
| År                                                |                                                   |                                                   | Folkmängd                                         |                                                   |
| 1990                                              | 1990                                              |                                                   | 16 042                                            |                                                   |
| 1999                                              | 1999                                              |                                                   | 17 154                                            |                                                   |
| 2007                                              | 2007                                              |                                                   | 16 875                                            |                                                   |
| 2015                                              | 2015                                              |                                                   | 17 407                                            |                                                   |
| 2021                                              | 2021                                              |                                                   | 15 898                                            |                                                   |